# قسم شهرميان الريفي (مقاطعة إقليد)
قسم شهرميان الريفي (بالفارسية: دهستان شهرمیان) هي منطقة ريفية تقع في قسم في إيران. يقدر عدد سكانها بـ 4,810 نسمة .